# Saint-Denoual
Saint-Denoual (tiếng Breton: Sant-Denwal) là một xã của tỉnh Côtes-d’Armor, thuộc vùng Bretagne, tây bắc Pháp.

## Dân số
Người dân ở Saint-Denoual được gọi là Guinguenoualais.